# 650th Military Intelligence Group
Die 650th Military Intelligence Group ist eine Einheit der US Army und verantwortlich für Gegenspionage. Das Hauptquartier befindet sich beim SHAPE in Mons, Belgien.

## Auftrag
Der Auftrag der Einheit besteht darin, den SACEUR oder andere US-Organisationen bei der Gegenspionage zu unterstützen. Daneben soll die Einheit auch mit der Allied Command Europe Counterintelligence Activity Gegenspionage-Operationen durchführen.

## Einheiten
Der Einheit unterstehen weitere Einheiten, wie das SHAPE Crisis Reaction Cell, Counterintelligence Coordinating Authority, und das Allied MI Battalion.